# Девета влада Николе Пашића
Девета влада Николе Пашића је била влада Краљевине Србије од 5. децембра 1914. до 23. јуна 1917.

## Историја
22. новембра 1914. године хомогени радикални кабинет дао је оставку да истога дана уступи место коалицианом кабинету Народне радикалне, Самосталне радикалне и Напредне странке.

## Чланови владе
| Функција                                                  | Слика             | Име и презиме          | Детаљи                      |
| --------------------------------------------------------- | ----------------- | ---------------------- | --------------------------- |
| Председник Министарског савета и министар иностраних дела |                   | Никола Пашић           |                             |
| Министар унутрашњих дела                                  |                   | Љубомир Јовановић      |                             |
| Министар правде                                           |                   | Марко С. Ђуричић       |                             |
| Министар финансија                                        |                   | Лазар Пачу             | до 12/25.10.1915.           |
| Министар финансија                                        |                   | Војислав Д. Маринковић | заступник, до 9/22.11.1915. |
| Министар финансија                                        | Момчило А. Нинчић |                        |                             |
| Министар просвете и црквених послова                      |                   | Љубомир Давидовић      |                             |
| Министар војни                                            |                   | Радивоје Бојовић       | до 6/19.12.1915.            |
| Министар војни                                            | Божидар Терзић    |                        |                             |
| Министар грађевина                                        |                   | Милорад Драшковић      |                             |
| Министар народне привреде                                 |                   | Војислав Д. Маринковић |                             |